# Kermadecella magnipalpa
Kermadecella magnipalpa är en ringmaskart som först beskrevs av McIntosh 1885.  Kermadecella magnipalpa ingår i släktet Kermadecella och familjen Polynoidae. Inga underarter finns listade i Catalogue of Life.